# 生物燃料對土地利用改變的間接影響

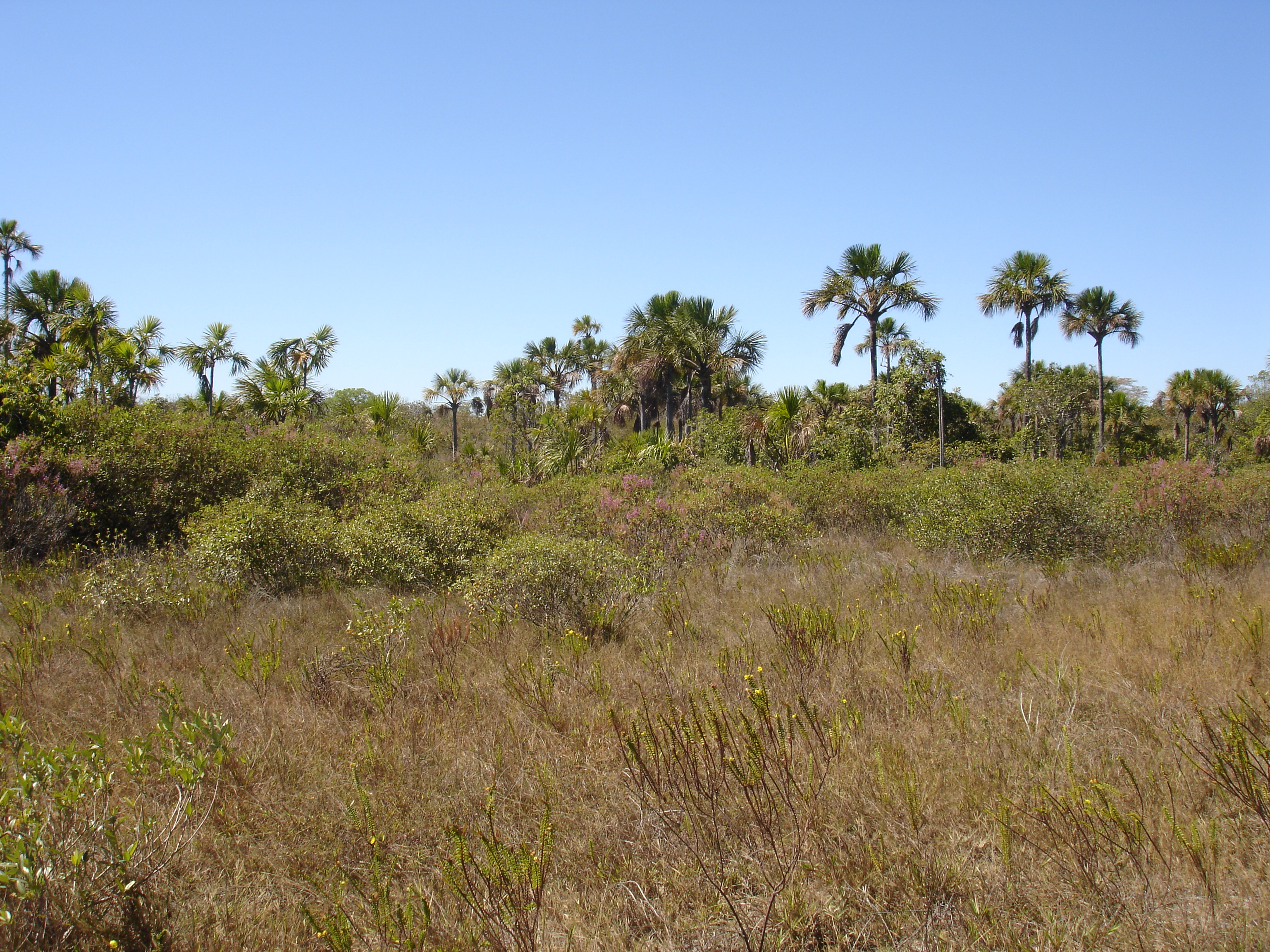
巴西塞拉多熱帶草原。

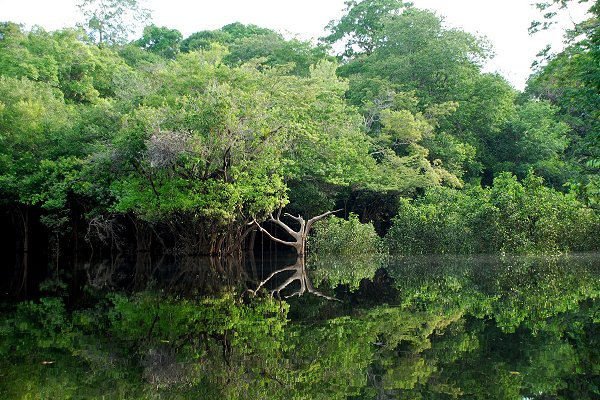
亞馬遜雨林。

生物燃料對土地利用改變的間接影響（英語：Indirect land use change impacts of biofuels，簡稱ILUC或是iLUC，發音為 i-luck），談的是由於世人增加對生物燃料（包含乙醇和生質柴油等）的需求，而發生土地利用改變（參閱土地利用、改變與森林，以擴充相關原物料作物種植面積，這種無心的做法，導致外溢效應，把溫室氣體排放擴大。
世界各地為維持糧食供需平衡，而必須開發原始土地，利用增加耕地面積來抑制高升的農作物價格，其背後的原因是由於原本種植糧食的農地被轉作生物燃料原料的生產。由於雨林和草原等自然土地每年都會在植物生長時，把碳儲存在土壤和生物質中，因此清理這些土地，就表示會導致溫室氣體排放的淨增加。這類碳洩漏是因為改變土地利用，而間接影響到溫室氣體的平衡。
其他研究報告的作者也認為，這種土地利用變化也會間接產生其他重大的社會和環境影響 - 譬如說生物多樣性、水質、食物與燃料之爭、土地利用權、勞動力遷移以及社區和文化的穩定性。

## 歷史
對給定生物燃料做碳強度估計，取決於幾個變量的假設。截至2008年，針對幾種生物燃料的生命週期評估研究，發現美國乙醇燃料、纖維素乙醇和巴西乙醇燃料所產生的溫室氣體排放，數量低於汽油所產生者。 但這些研究都沒把土地利用變化所生的間接影響考慮在內，雖然這類間接影響得到承認，但要對此估計，有過於複雜及難以建模的問題。2008年2月，由普林斯頓大學資深研究人員舍清格（Timothy Searchinge）領導的團隊在《科學雜誌》上發表一篇引起爭議的論文，論文的結論是這種間接影響會抵消玉米和纖維素乙醇所產生的直接正面影響，巴西甘蔗乙醇表現較好，但仍會導致少量的碳債務（biofeul carbon debt，即把間接影響考慮在內，所產生的溫室氣體排放量仍超過利用生物燃料所能減少的排放量）。

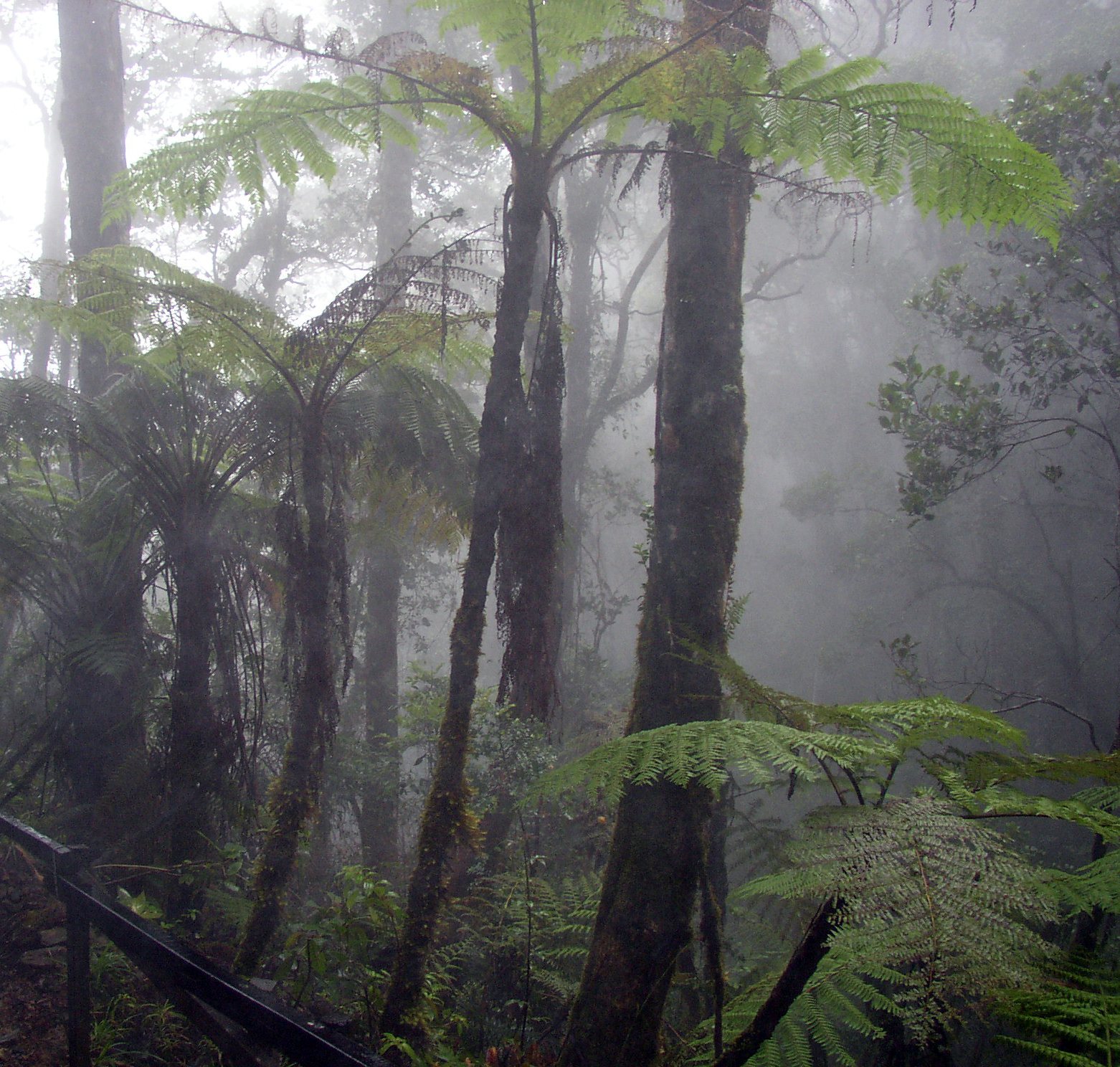
馬來西亞雲霧森林。

舍清格團隊的論文發表之後，關於ILUC的碳排放估算，以及食物與燃料之爭兩項，成為與生物燃料有關議題中，在大眾媒體、科學期刊、社論對頁版和科學社群公開信件以及美國和巴西的乙醇產業之中，成為極具爭議性的話題。2009年4月，加州政府所屬空氣資源委員會 (CARB) 設下規則（包括ILUC影響在內），以制定於2011年生效的加州低碳燃料標準，而讓此類爭議更為激烈。
美國國家環境保護局（EPA）在2009年5月發布實施2007年美國可再生燃料標準 (RFS) 修訂版的擬議規則制定通知。EPA提議的法規也把ILUC包括在內，而在乙醇生產商中引起更多爭議。 EPA在2010年2月3日發佈的最終規則把計算ILUC的模型納入，此模型在估計上比最初的模型有顯著的改進。
英國的可再生運輸燃料義務計劃要求可再生燃料局 (RFA) 報告生產生物燃料過程中的或有間接影響，包括間接導致土地利用變化或食品及其他商品的價格變化。RFA在2008年7月發表的一份名為Gallager評論的研究，其中列出一些風險和不確定性，並表示“針對間接導致土地利用變化產生的溫室氣體排放量做量化，需要用到主觀假設，也包含相當大的不確定性”，需做進一步檢查以適當把間接影響納入計算方法中。歐盟也採取類似的謹慎態度。歐洲議會在2008年12月通過更嚴格的生物燃料可持續性標準，並指示歐盟委員會制定方法，把間接導致土地利用變化引起的溫室氣體排放考慮在內。

## 各式研究與爭議

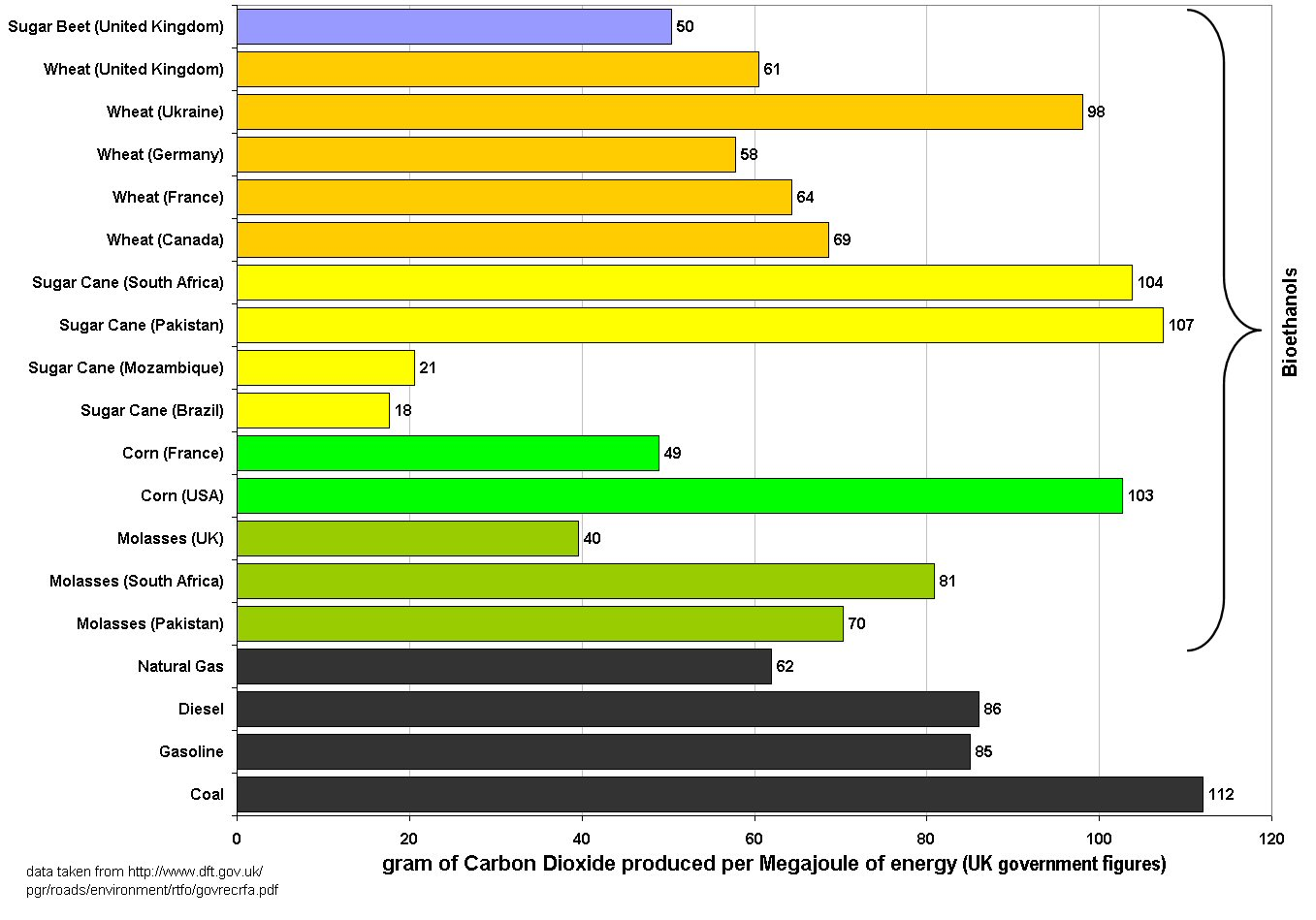
英國對不同生物乙醇和化石燃料的碳排放強度估計，ILUC的影響並未列入考慮。

在2008年之前有多項生命週期評估（也稱為“Well to Wheels”或WTW評估）的研究，發現玉米乙醇可減少與交通運輸相關的溫室氣體排放。2007年，由Farrel領導的柏克萊加利福尼亞大學團隊對之前的6項研究重新評估，結論認為玉米乙醇僅減少13%的溫室氣體排放。但由阿貢國家實驗室的研究人員Wang所估計的玉米乙醇可減少20%到30%的排放，纖維素乙醇可減少最高達到85%的排放，Wang的數字因之得到更多引用。Wang的研究方法為針對1979年至2005年間所發表的22項研究做審查，並採用阿貢國家實驗室專有的GREET模型進行模擬。這些研究針對土地利用的直接影響（譬如土地的產能提高、乙醇工廠減少使用能源以及妥善處理生產乙醇時的副產品）。對巴西甘蔗乙醇的幾項研究顯示，在沒顯著土地利用變化的情況下，以甘蔗為原料可減少86%至90%的溫室氣體排放。估計碳強度，取決於作物生產力、農業做法、製作乙醇的工廠使用的能源和能源效率。由於估計ILUC甚為困難，這些研究均未將其列入考慮 。於加利福尼亞大學戴維斯分校服務的Delucchi的初步估計則顯示，轉化為農業用途的新土地，其生命週期的碳排放佔有很大的份量。 

### 舍清格等人和法及恩（Fargione）等人研究
舍清格等研究人員的結論是ILUC對於生命週期評估會產生影響，玉米乙醇和纖維素乙醇與汽油相比，並沒減少碳排放，而是分別增加93%和50%的碳排放量。巴西甘蔗乙醇表現較好，可在4年內恢復最初的碳排放水準，而美國玉米乙醇需要167年，纖維素乙醇需要52年才能恢復最初的碳排放。這項研究把分析限縮在30年的期間，假設是土地轉化把土壤中儲存的碳排放掉25%，以及遭到清除的植物中所有的碳均被排放。根據報告，如果美國大量使用玉米製造乙醇，而導致出口減少，巴西、中國和印度被認為會受到影響，必須開發它們自有土地以替代由海外地區進口的玉米。開發的面積是根據1990年代各國的歷史紀錄而估計。
| 舍清格等人的研究結論 玉米乙醇與汽油的溫室氣體排放 在有及無土地利用變化情況之下比較 (使用百萬焦耳燃料所產生的二氧化碳等值物（克）) | 舍清格等人的研究結論 玉米乙醇與汽油的溫室氣體排放 在有及無土地利用變化情況之下比較 (使用百萬焦耳燃料所產生的二氧化碳等值物（克）) | 舍清格等人的研究結論 玉米乙醇與汽油的溫室氣體排放 在有及無土地利用變化情況之下比較 (使用百萬焦耳燃料所產生的二氧化碳等值物（克）) | 舍清格等人的研究結論 玉米乙醇與汽油的溫室氣體排放 在有及無土地利用變化情況之下比較 (使用百萬焦耳燃料所產生的二氧化碳等值物（克）) | 舍清格等人的研究結論 玉米乙醇與汽油的溫室氣體排放 在有及無土地利用變化情況之下比較 (使用百萬焦耳燃料所產生的二氧化碳等值物（克）) |
| --- | --- | --- | --- | --- |
| 燃料型態 (美國) | 碳 強度 | 溫室氣體 減少 | 碳 強度 列入ILUC | 溫室氣體 減少 |
| 汽油 | 92 | - | 92 | - |
| 玉米乙醇 | 74 | -20% | 177 | +93% |
| 纖維素乙醇 | 28 | -70% | 138 | +50% |
| | | | | |

法及恩和他的團隊在同一期《科學雜誌》上發表另一篇論文，聲稱開闢土地以生產生物燃料的原料會造成碳赤字（carbon deficit）。這種赤字來自直接，以及間接的土地利用變化。這項研究包含世界6種轉化土地利用的情景：巴西亞馬遜雨林轉化生產大豆，以製造生質柴油、巴西塞拉多熱帶草原轉化生產大豆，以製造生質柴油、巴西塞拉多熱帶草原轉化生產甘蔗，以製造乙醇、印尼或馬來西亞低地熱帶雨林轉化生產棕櫚油，以製造生質柴油、印尼或馬來西亞轉化泥炭沼澤森林以生產棕櫚油，再製造生質柴油，以及美國中央草原轉化生產玉米，以製造乙醇。碳債務的另一定義是土地轉化過程後的頭50年內所釋放的二氧化碳量。研究發現對於玉米和甘蔗這兩種製造乙醇的原料，把塞拉多熱帶草原轉換種植甘蔗，需要大約17年才能釋放完畢，而把美國中部草原轉換種植玉米，需要約93年才能釋放完畢。最壞的情況是把印尼或馬來西亞的泥炭沼澤森林轉變種植油棕，需要大約420年才能釋放完畢。

#### 批評與爭議
舍清格和法及恩的研究結果在大眾媒體和科學期刊中引起爭議。 航空太空工程學者羅伯特·祖布令認為舍清格的“間接影響分析”法是種偽科學，可用來“證明任何事”。
阿貢國家實驗室的Wang和Haq聲稱：這是種過時的假設；卻把提高效率的潛力忽視；且並無證據顯示“美國利用玉米生產乙醇，已導致其他國家間接受到影響，而需改變土地的利用”。他們的結論是舍清格證明ILUC“比直接改變土地利用更難建模”。舍清格對每個技術上的反對意見均提出反駁，並斷言“......任何計算，如果忽略這些排放（無論建模有多困難），就沒足夠的基礎供決策使用。”
由橡樹嶺國家實驗室的Kline和Dale提出的另一項批評，認為舍清格等研究人員，和法及恩等研究人員。 “......關於生物燃料導致土地利用變化，而造成更高排放的說法並未能提供足夠的支持”，舍清格和法及恩等人的結論取決於誤導性假設 - 在較全面的實地研究發現這些土地發生利用變化“......是由空間和時間背景下的文化、技術、生物物理、經濟和人口力量之間的相互作用所驅動，而非透過單一的作物耕作所造成。法及恩等人針對部分的批評回應說，雖然導致土地清理的因素有許多，但他們的“觀察並沒有降低生物燃料也助長土地清理（無論是在既有，或是在新的土地上所為）的事實”。舍清格對Kline和Dale的所有論點完全不予同意。美國生物燃料產業也做出反應，聲稱“舍清格的研究顯然是針對‘最壞情況’所做的分析……”而這項研究“係依賴於一長串高度主觀的假設……”舍清格對每種說法均提出反駁，結論是這些批評無效。他指出，即使他的假設有些有高估，但其研究中也包含許多保守的假設。

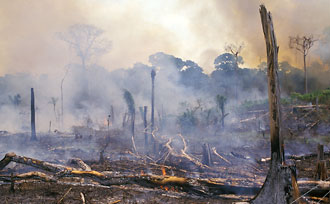
發生在巴西的刀耕火種而清理森林的方式。

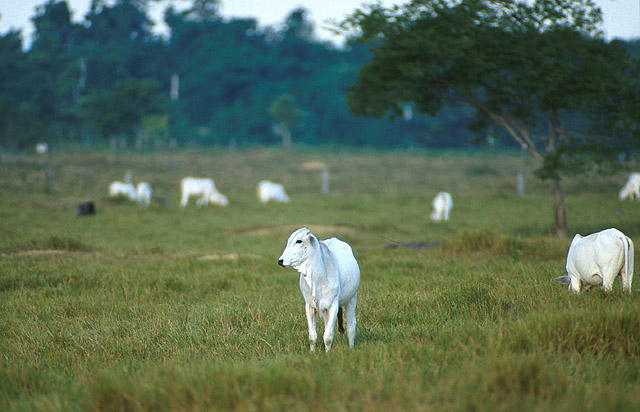
巴西的圈牧式養牛。

### 巴西
Lapola等研究人員在2010年發表的報告中，估計巴西甘蔗和大豆生物燃料種植園擴張，到2020年會完全取代牧地，這種土地利用對碳排放的直接影響很小。然而在巴西養牛場的推動下，牧地已經擴張進入亞馬遜森林，而把預計的碳排放節約抵銷。 “到2020年，估計間接發生的森林砍伐面積為121,970平方公里，生產甘蔗乙醇和大豆生質柴油的農作所導致的各佔一半，這樣產生的碳債務需要大約250年才能釋放完畢……”
同一研究還發現種植油棕所造成的土地利用變化和相關碳債務最少。研究中還模擬牲畜密度的增加，發現“全國平均牲畜密度每公頃增加0.13頭，可避免生物燃料（即使用大豆作為生質柴油原料）造成的間接土地利用變化，同時仍能滿足所有食物和生物能源需求。報告作者的結論是要實現有效的碳減排，需強化集約養牛和密集種植油棕，因而建議生物燃料和養牛業之間更密切的合作。
巴西主要的乙醇產業組織 (巴西蔗糖產業協會（UNICA) 對此研究的批評是，研究者忽略當地持續集約化的養牛業。 
Arima等研究人員所做研究在2011年5月發表，他們採用空間迴歸模型，首次對巴西亞馬遜地區因大豆生產造成的ILUC進行統計評估。之前對此種影響的研究只是透過軼事或全球性的需求模型進行分析，而Arima等人的研究採用的是針對區域的方法。分析顯示在亞馬遜盆地南部和東部邊緣的定居農業區擴大大豆田，與侵入森林邊境的養牛業有關聯。結果顯示必須把ILUC納入，以測量大豆作物的碳足跡，無論大豆是為生物燃料還是其他用途而生產。
Arima等人的研究涵蓋巴西的合法亞馬遜地區內的761個城市，研究發現此區的亞馬遜盆地農業區的大豆種植面積在在2003年至2008年間擴大39,100平方公里，主要集中在馬馬托格羅索州。模型顯示，如果舊牧場地區的大豆種植面積減少10%（3,910平方公里），位於茂密的亞馬遜森林中的城市所發生的森林砍伐將減少高達40%（26,039平方公里）。分析顯示由於農業擴張所導致的牛隻生產轉移，導致數百公里外城市的土地利用發生變化，亞馬遜盆地的ILUC不僅可衡量，而且其影響十分顯著。

## 各地做法

### 美國

#### 加利福尼亞州
2009年4月23日，加州空氣資源委員會（CARB）批准加州低碳燃料標準（California Low-Carbon Fuel Standard，LCFS），在2011年1月1日開始生效，標準中包含具體規則和碳強度參考數值。CARB制定的規則中包括ILUC，CARB認定某些生物燃料會造成土地利用變化，是產生額外溫室氣體排放的重要來源。法規為汽油和替代燃料制定一項標準，為柴油及其替代品制定另一項標準。

#### 爭議
法規公布前的公眾諮詢過程和法規本身都存在爭議，總共產生229項評論。最具爭議的問題中包含有ILUC 。27位科學家和研究人員在2008年6月24日提交一份信件，其中寫道：“作為研究生物質轉化為生物燃料這個領域的人員，我們確信ILUC並沒足夠的實證數據來支持制定合理的政策法規。此領域相對新穎，尤其是與化石燃料已有龐大的知識庫相比，而且現有的少數分析資料往往由不具有足夠驗證的假設所驅動。”代表二十多家生物燃料公司、研發者和投資者的新燃料聯盟（New Fuels Alliance）質疑CARB把ILUC考慮在內的意圖，寫道“雖然現實世界中的任何產品所產生的接影響不可能為零，但以零碎的方式強制為ILUC採取行動，會對LCFS產生非常嚴重的後果......強調不可能沒有間接影響的論點，並不能證明採用錯誤數字而強制執行，或引用一類間接影響而來懲罰一種燃料，同時又給另一類燃料免費通行證，是種正確的做法。”
另一方面，170多位科學家和經濟學家敦促CARB，表示“在生物燃料和其他運輸燃料溫室氣體排放的生命週期評估中，也把ILUC包括在內，會對開發可持續的低碳燃料提供鼓勵，避免與食物發生衝突，同時盡力減少有害的環境影響......雖然估計這種間接影響所生的排放量存在不確定性，但科學上顯然不能把這種影響的數值設定為零。”
生物燃料產業代表們抱怨製造玉米乙醇對環境的影響在最終法規中被誇大，他們認為把開發中國家的森林砍伐與美國有關聯作為理由，而把ILUC納入，是對美國生產玉米乙醇業者的不公平懲罰。LCFS在2011所設的限制表示美國中西部的玉米乙醇，除非能把當前的碳強度降低，否則並不能降低淨碳排放。石油產業代表抱怨說，LCFS讓煉油廠幾乎沒選擇，而必須在其燃料產品中摻入例如進口的巴西甘蔗乙醇，但進口這類產品有進口關稅的問題。 CARB官員和環保主義者反駁說，經歷一段時間和採取經濟激勵措施可讓美國農產品適應。
巴西蔗糖產業協會（UNICA）對這項法規表示歡迎，同時敦促CARB能更好反映巴西業者的做法，並把巴西排放量的估值降低。
在法規過程中唯一投下反對票的委員會成員說“他很難接受把125位科學家的評論給忽略掉”，他指的是一群科學家提交信件，質疑把ILUC列入考慮之事。“這些科學家說所採的分析模型還不夠好……不應用在此一具有歷史意義的新標準之內。”CARB把專家工作組針對ILUC做報告（附帶有改善過的估計）日期提前，由2012年1月更改為2011年1月。
美國的兩家乙醇遊說團體 - 可再生燃料協會 (RFA) 和成長能源在2009年12月提起訴訟，質疑LCFS的合憲性。這兩個組織認為LCFS違反至高條款和美國憲法中的商業條款的條文，而危及全國乙醇市場。 

#### 美國國家環境保護局（EPA）可再生燃料標準
美國2007年能源獨立與安全法案 (EISA) 中制定有新的可再生燃料類別和符合標準的要求，也設定具有強制性的生命週期排放限制。EISA明確要求EPA把“直接排放和顯著間接排放都包括在內，例如土地利用變化而產生的顯著排放。”
EISA要求在2007年12月19日之後開始興建的設施，其生產任何燃料的生命週期溫室氣體排放量必須減少20%，方可歸類為“可再生燃料”；歸類為“生質柴油”或“先進生物燃料”的則需減少50%排放，歸類為“纖維素生物燃料”的必須減少60%的排放。EISA提供有限度的靈活性，讓這些閾值可向下調整，最多為10%，EPA建議此調整適用在先進生物燃料類別。並建議新的規定對既有工廠不適用（參見祖父條款）。
EPA在2009年5月5日發布實施2007年可再生燃料標準修訂版（稱為RFS2）的擬議規則制定通知。在修訂版制定前60天發佈，以徵求公眾意見，接著在2009年6月9日舉行公開聽證會，並於2009年6月10日至11日舉行研討會。
EPA的分析草案指出，由於土地轉化，ILUC會在短期內產生大量的溫室氣體排放，但生物燃料的減排效果可在隨後的時間補償這些排放。
在EPA發布擬議規則制定通知的同一天，歐巴馬總統簽署一項尋求推進生物燃料研究和商業化的總統指令。依據指令而成立生物燃料機構間工作組，以發展政策構想，增加對次世代，可減少環境足跡燃料的投資。
]

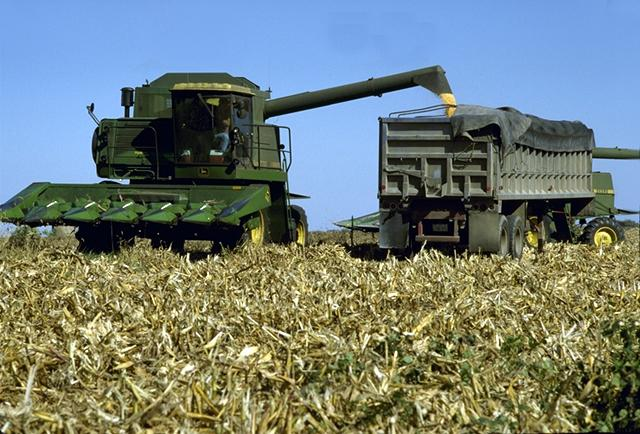
玉米是美國生產乙醇燃料的重要原材料。.

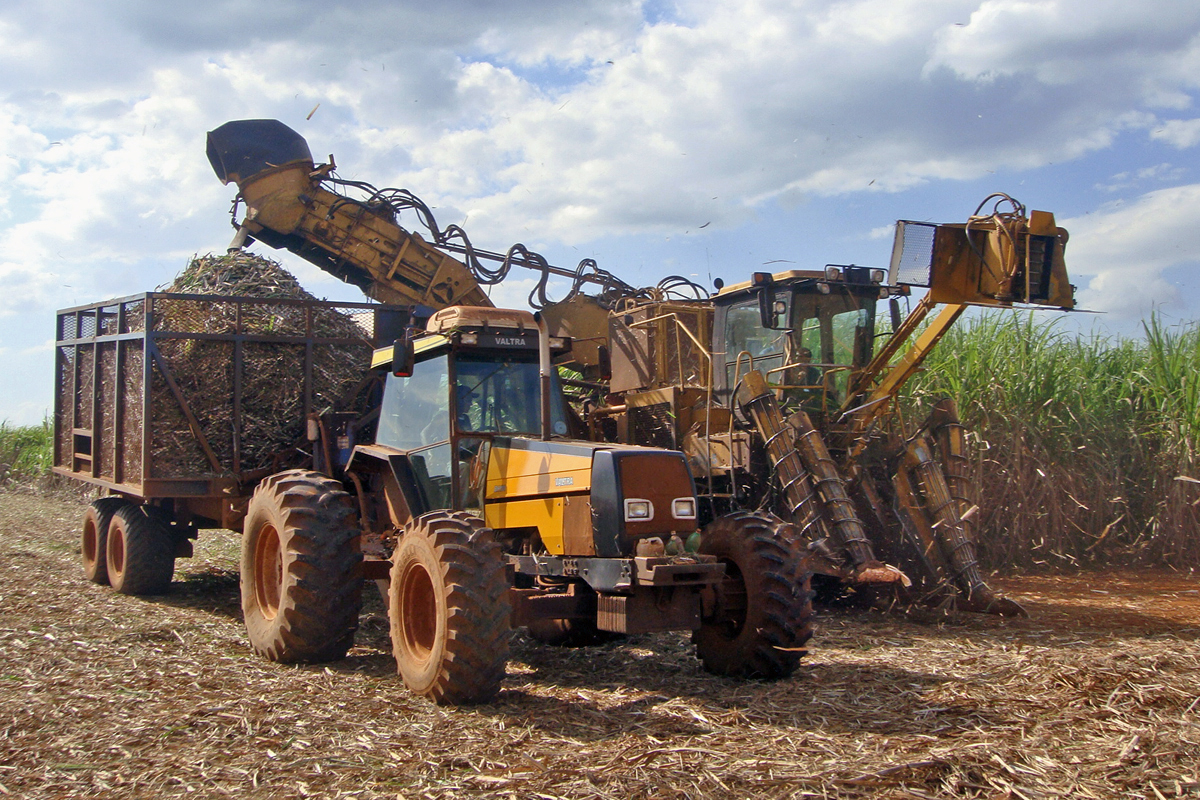
甘蔗是巴西生產乙醇燃料的重要原材料。

把ILUC納入擬議的法案，引發乙醇生產商和生質柴油生產商的抱怨。幾個環境組織對納入ILUC表示歡迎，但認為僅花100年即可把增加的排放補償，是把土地轉化的影響低估。 美國玉米種植者、生質柴油生產商、乙醇製造商，加上巴西甘蔗乙醇生產商都抱怨EPA所採的方法論，而石油產業則是要求延緩實施。
美國眾議院在2009年6月26日以219票對212票，通過美國清潔能源和安全法案，對於再生燃料標準修訂版（RFS2）的要求，授權EPA將ILUC排除，為期5年。在此期間，將進行更多研究以開發更可靠的模型和方法來估算ILUC，在EPA實施這項法案前，須經美國國會審查。 但這項提案最終並未提交參議院以供討論及表決。
EPA在2010年2月3日發布當年及以後的RFS2最終版本。法規中包含直接和重要的間接排放（包括ILUC）。EPA把新研究的評論和數據納入。採取30年的時間範圍和0%的折現率（期間平均計算排放），EPA的結論是多種生物燃料將符合這一標準。
EPA的分析把由玉米澱粉生產的乙醇和丁醇燃料均視為“可再生燃料”。甘蔗生產的乙醇成為“先進燃料”。用廢油生產的柴油和用大豆油或其他植物油脂油生產的生質柴油都屬於“生物質柴油”類別。纖維素乙醇和纖維素柴油符合《纖維素生物燃料》標準。
考慮到生命週期評估中的不確定性（主要是與國際土地利用變化相關的溫室氣體排放），EPA列表所採用的是模型估算出的溫室氣體排放以及變動範圍後的中位數。

##### 反應
UNICA對這項裁決表示歡迎，尤其是它較能對生命週期排放量做精確的估算，並希望巴西甘蔗乙醇被歸類為先進生物燃料後有助於美國將其進口關稅取消。可再生燃料協會 (RFA) 也對此法規表示歡迎，因為乙醇生產商“需要穩定的聯邦政策，讓新技術在商業化後有市場保證”，但也重申他們反對ILUC的的立場。
RFA還抱怨根據法規，玉米乙醇的排放計算僅減少21%，並指出如果沒ILUC的條件限制，玉米乙醇可減少52%的溫室氣體排放計算。RFA並反對巴西甘蔗乙醇“不成比例的獲益”，因為EPA的修訂版法規把最初相等的ILUC估計值，把玉米乙醇的排放數字降低一半，而把甘蔗乙醇的排放數字降低93%。
幾位來自美國中西部的立法者評論說，他們繼續反對EPA把所謂的間接土地利用的“冒險科學”用來“懲罰國內生產的生物燃料”。眾議院農業委員會主席科林·彼得森說：“......認為我們能可靠地衡量國際間接土地利用的影響，是完全不符實際的看法，我將繼續推動立法，防止不可靠的方法和不公平的標準給生物燃料產業增加負擔。 “
EPA局長麗莎·P·傑克森評論說，該機構“沒放棄在其最終法規中把土地利用列入考慮，但該機構也採用新的資訊，而導致對乙醇有較為有利的計算”。她所引用的是關於作物產量和生產力相關，新的科學和更佳的數據，更多關於先進生物燃料可產生的副產品的信息，以及取得160個國家（而非擬議規則中包含的40個）的土地利用數據。

### 歐洲
截至2010 年，歐盟和英國監管機構已體認需把ILUC考慮在內，但尚未確定最合適的做法。

#### 英國可再生運輸燃料義務
{{see also|可再生運輸燃料義務
英國的可再生運輸燃料義務 (RTFO) 計劃要求燃料供應商須對直接影響提出報告，並要求非政府部門公共機構可再生燃料局 (RFA) 就潛在的間接影響提出報告，包括ILUC和商品價格變化。RFA在2008年7月提交的的“Gallager評論”中提到關於生物燃料和所需原料生產方面的若干風險，避免跨界用到原本農業用地所生產的糧食，但結論是“間接土地利用變化所引起的溫室氣體排放，將其量化，需要主觀假設並包含有相當大的不確定性。一些環保組織認為沒把ILUC的排放考慮在內的話，會導致更多的排放。

#### 歐洲聯盟
歐洲議會在2008年12月17日核准可再生能源指令 (COM(2008)19) 和燃料品質指令修正案（指令2009/30），其中包括生物燃料的可持續性標準和對ILUC的強制性考慮。此指令確立採用10%的生物燃料目標。一項單獨的燃料品質指令設定歐盟的低碳燃料標準，要求到2020年時，歐盟運輸燃料的溫室氣體強度要降低6%。這項立法要求歐盟委員會在2010年12月31日之前制定辦法，本著現有最佳的科學證據，把ILUC的溫室氣體排影響列入考慮。
與此同時，此指令也為不具有生產生物燃料原料資格的土地設立定義。這一類別包括濕地和連續森林覆蓋面積超過30%的土地，而森林覆蓋面積在10%到30%之間，有證據顯示其現有碳儲量低到足以證明轉換為合理者，則不在此限。
委員會隨後發布三個ILUC建模運作的參考條款：一個為一般均衡模型（General Equilibrium model）；一個為部分均衡模型（Partial Equilibrium model），一個則為對其他全球建模的運作做比較。委員會還就處理ILUC的幾項高級選項進行過徵詢，有17個國家和59個組織對徵詢提供回應。聯合國食物權問題特別報告員和幾個環境組織抱怨2008年歐洲議會核准的指令的保障措施不足。UNICA呼籲針對ILUC，要相關監管機構納入生物燃料作物生產國的研究人員和科學家參與研究，建立一種具有經驗證據和“全球接受的方法”。
一些非政府組織在2010年指責歐盟委員會缺乏透明度，因為它不願發布與ILUC工作有關的文件。部分均衡模型和一般均衡模型做出的結果在2010年3月公布，但歐盟委員會聲明其並未採納材料中的觀點。資料顯示在歐盟生物燃料消耗量增加1.25%的情況下，會導致全球約5,000,000公頃（12,000,000英畝）的土地利用改變。 

##### 認證計畫
歐盟委員會在2010年6月10日宣布根據再生能源指令，要建立生物燃料認證計劃，進口的產品也需要認證。委員會鼓勵歐盟國家、生物燃料產業和非政府組織建立自願認證計劃。歐盟在2007年使用的生質柴油中有26%，以及生物乙醇中有31%，主要是從巴西和美國進口。 

##### 反應
環保組織認為歐盟的措施“太弱，無法阻止急劇增加的森林砍伐”。據綠色和平稱，“生物燃料生產對土地利用變化的間接影響仍未得到妥善解決”，對他們來說，這是生物燃料最危險的問題。
產業業代表對認證計畫表示歡迎，一些人則對其中缺乏土地利用標準的擔憂不以為意。UNICA和其他產業組織希望規則中的不足處能受到補充，而有更清晰的操作框架。
歐洲議會和歐洲部長理事會之間的談判仍在繼續。預計2014年之前不會達成協議。

## 外部連結
- Amendments to the European Renewable Energy Sources Directive （页面存档备份，存于） (approved December 17, 2008.
- CARB: Detailed California-modified GREET pathway for U.S. corn ethanol （页面存档备份，存于） (February 27, 2009, version 2.1)
- CARB: Detailed California-modified GREET pathway for Brazilian sugarcane ethanol （页面存档备份，存于） (February 27, 2009, version 2.1)
- CARB: Proposed Regulation to Implement the Low Carbon Fuel Standard （页面存档备份，存于） (approved April 23, 2009)